# Lucrecia (Artemisia Gentileschi, Los Ángeles)
Lucrecia es una pintura de la artista barroca italiana Artemisia Gentileschi. Es una de las tres pinturas que Gentileschi dedicó a Lucrecia, la esposa del cónsul romano y general Tarquinio, en el momento de su suicidio. Las otras dos versiones una se encuentra en una colección privada en Milán (pintada unos años antes) y la otra en Potsdam, mientras un trabajo en el Museo de Capodimonte en Nápoles anteriormente atribuido a Gentileschi es ahora atribuido a Massimo Stanzione.

## Descripción
En comparación con la versión anterior, caravagesca y realista, aquí la artista adopta un estilo más convencional y del gusto de la élite del momento. Lucrecia aparece de medio cuerpo con el torso desnudo, empuñando un cuchillo hacia el pecho. El refinamiento de la suave piel traslúcida, las lujosas telas y las perlas que adornan su cabello y pendientes contribuye a rebajar el dramatismo del momento.

## Procedencia
Se cree que la obra data de la estancia de Artemisia en Venecia a finales de los años 1620. Un conjunto de los poemas escritos por Giovanni Francesco Loredano en 1627 parecen referirse a este trabajo. Su historia se desconoce hasta su identificación en una colección privada en Cannes en los años 1980. La pintura fue comprada por el Museo Getty en 2021. El precio pagado por el Getty es desconocido pero la pintura se había vendido en 2019 por un precio récord de 5,3 millones de dólares.